# Ференц Краус
Ференц Краус (на унгарски: Krausz Ferenc) е унгарско-австрийски физик.
Роден е на 17 май 1962 година в Мор. Учи теоретична физика в Будапещенския университет и електротехника в Будапещенския технически университет до 1985 година, след което емигрира в Австрия и през 1991 година защитава докторат във Виенския технически университет. Работи там до 2003 година, когато оглавява Института за квантова оптика „Макс Планк“ в Гархинг, а през 2004 година оглавява и катедрата по експериментална физика в Мюнхенския университет. Със своя екип Краус за пръв път в историята генерира и измерва атосекунден светлинен импулс, поставяйки началото на нов научен клон – атосекундната физика.
През 2023 година Краус, заедно с Ан Л'Юие и Пиер Агостини, получава Нобелова награда за физика „за експериментални методи, които генерират атосекундни светлинни импулси за изследване на динамиката на електроните в материята“.